# Marliese Arold
Marliese Arold (* 29. März 1958 in Erlenbach am Main) ist eine deutsche Kinder- und Jugendbuchautorin. Sie schreibt auch unter den Pseudonymen Andrea Adler und Jonathan Cole.

## Leben
Marliese Arold wurde als jüngstes von drei Kindern geboren. Mit acht Jahren schrieb sie ihre ersten Gedichte und mit zwölf ihren ersten Kriminalroman. Zu ihren Lieblingsbüchern gehörten Die rote Zora und ihre Bande von Kurt Held und die Abenteuergeschichten von Federica de Cesco. Daneben zeichnete sie gerne und war fasziniert von Expeditionsberichten über fremde Länder und Tiere.
Nach dem Abitur heiratete sie und studierte an der damaligen Fachhochschule für Bibliothekswesen in Stuttgart mit dem Schwerpunkt Kinderbibliothek. 1980 zog sie wieder zurück nach Erlenbach und widmete sich verstärkt dem Schreiben. Mit ihren ersten Veröffentlichungen, den ersten Bänden der Science-Fiction-Reihe für Kinder, ZM Streng geheim, wurde sie 1983 schließlich zur hauptberuflichen Autorin für Kinder- und Jugendbücher. Im selben Jahr kam ihre Tochter zur Welt und zwei Jahre später ihr Sohn.
Heute lebt Marliese Arold mit ihrem Mann in Erlenbach. Sie hat mittlerweile über 180 Bücher geschrieben, die in bis zu 20 Sprachen übersetzt wurden. Dabei behandeln ihre Bücher oftmals Probleme, mit denen sich Jugendliche im Alltag konfrontiert sehen. So recherchierte sie ab 1994 intensiv zu Themen wie Magersucht (Völlig schwerelos), Ecstasy (Voll der Wahn), Aids (Ich will doch leben) und zuletzt dem Leben türkischer Frauen in Deutschland (So frei wie ihr?).

## Ehrungen
- Voll der Wahn – 3. Platz der Moerser-Jugendbuch-Jury
- Oskars ganz persönliche Geheimdatei. – Buch des Monats der Deutschen Akademie für Kinder- und Jugendliteratur
- Die Delfine von Atlantis. – 3. Platz der Kalbacher Klapperschlange, 2008
- Soko Ponyhof – Gefahr in den Ferien. – 2. Platz der Kalbacher Klapperschlange, 2011
- Edgar und die Schattenkatzen – 1. Platz Erfurter Schmökerhits, 2014

## Werke
Reihen
- Die Atlantis-Trilogie (3 Bände); Die Delfine von Atlantis; Die Rückkehr nach Atlantis; Das Vermächtnis von Atlantis

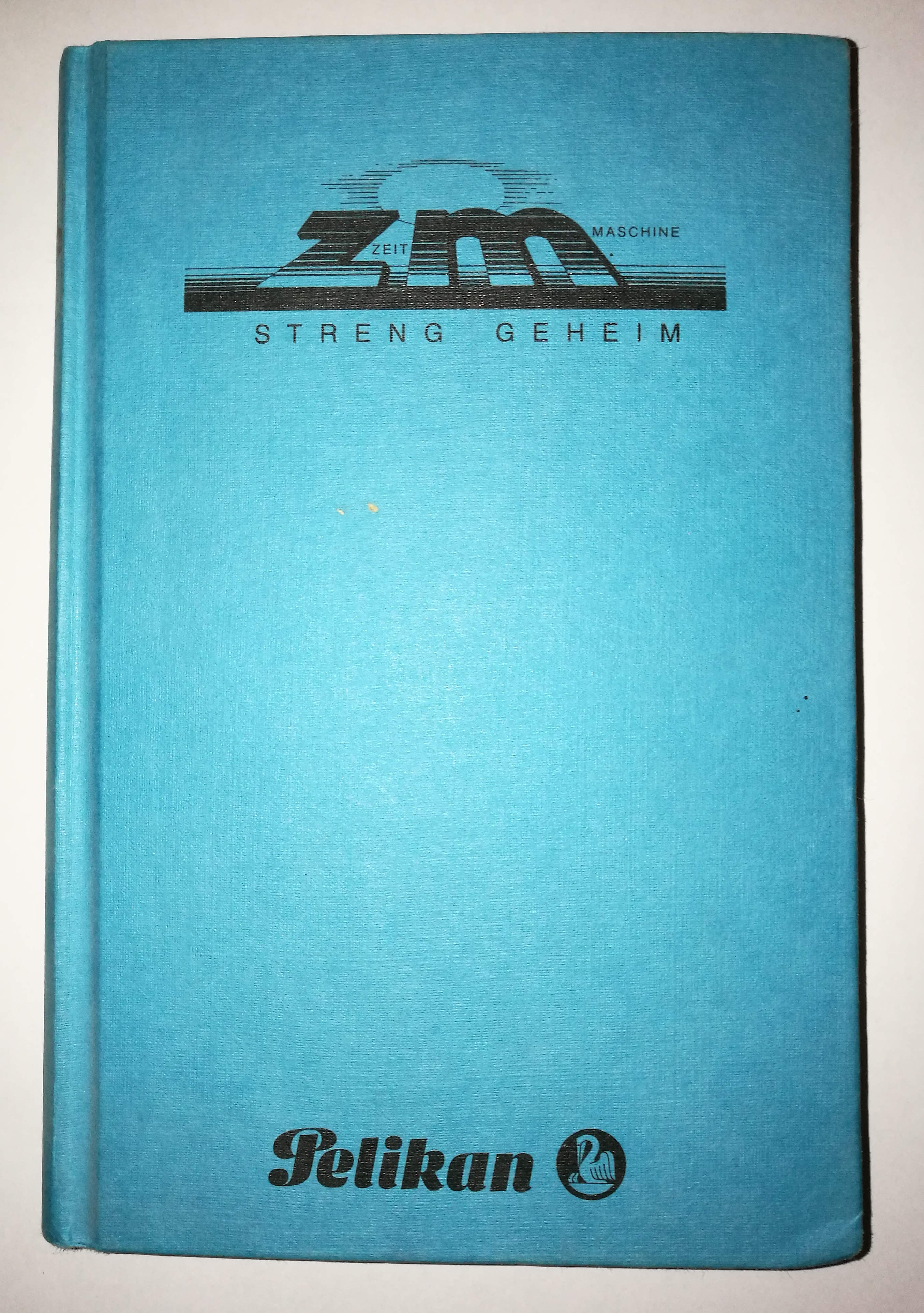
Zeitmaschine: ZM Streng geheim

- ZM Streng geheim (29 Bände in zwei Serien)
- Lesespatz (3 Bände)
- Lesepiraten (3 Bände)
- Lesefant (4 Bände)
- Leselöwen (6 Bände)
- Lesekönig (4 Bände über das Pferd Sternschnuppe)
- Oskar-Serie (4 Bände)
- SoKo Ponyhof (4 Bände, arsEdition)
- Magic Girls (12 Bände und ein Sonderband, 2008–2015, arsEdition)
- Gespensterpark (6 Bände, 2002–2006)
- Time Travel (4 Bände, 2002–2003)
- Cityflitzer (5 Bände, 1996–2009)
- Ella Vampirella (3 Bände)
- Die Ponyschule (3 Bände)
- Die Fantastischen Elf (7 Bände, 2005–2012, Oetinger Taschenbuch)
- Cool Cats & Hot Dogs

Romane
- Abgerutscht: Nina reißt aus. 1. Auflage. Loewe, Bindlach 1996, ISBN 3-7855-2942-2.
- Ich will doch leben! Nadine ist HIV-positiv. Loewe Verlag, 1995, ISBN 3-7855-2756-X.
- Einfach nur Liebe – Sandra liebt Meike. Loewe Verlag, 1996, ISBN 3-7855-2846-9.
- Voll der Wahn – Verena steht auf Ecstasy. 1. Auflage. Loewe, Bindlach 1997, ISBN 3-7855-3129-X.
- Völlig schwerelos – Miriam ist Magersüchtig. Loewe Verlag, 1997, ISBN 3-7855-3051-X.
- Crazy Emma. 1. Auflage. Fischer-Taschenbuch-Verlag, Frankfurt am Main 1999, ISBN 3-596-85047-9.
- Angel – Die Geschichte eines Straßenkids. 1. Auflage. Fischer-Taschenbuch-Verlag, Frankfurt am Main 1999, ISBN 3-596-80306-3.
- Viel Wirbel um Samira. Loewe, Bindlach Verlag 2000, ISBN 3-7855-3764-6.
- So viel Lust und Liebe. Vom ersten Mal. Fischer-Taschenbuch-Verlag, Frankfurt am Main 2003, ISBN 3-596-80447-7.
- So frei wie ihr? Hatice lebt zwischen zwei Welten. Fischer-Taschenbuch-Verlag, Frankfurt am Main 2008, ISBN 978-3-596-80754-3.
- Das Isis-Tor. Piper, München 2010, ISBN 978-3-492-70168-6.